# Epibryon maculosum
Epibryon maculosum är en svampart som beskrevs av Döbbeler & Hertel 1983. Epibryon maculosum ingår i släktet Epibryon och familjen Pseudoperisporiaceae.   Inga underarter finns listade i Catalogue of Life.